# لنگ‌هم
لنگ‌هم (به سوئدی: Länghem) یک منطقهٔ مسکونی در سوئد است که در بخش ترانمو شهرستان وسترا یوتلاند واقع شده‌است. لنگ‌هم ۱٫۰۳ کیلومتر مربع مساحت و ۹۸۹ نفر جمعیت دارد.